# Giorgi Navalovski
Giorgi Navalovski (in georgiano გიორგი ნავალოვსკი?; Tbilisi, 28 giugno 1986) è un ex calciatore georgiano, di ruolo difensore.

## Carriera

### Club
Dopo aver giocato con varie squadre di club, nel 2010 si trasferisce al Volga Nižnij Novgorod, squadra del campionato russo.

### Nazionale
Conta 41 presenze con la nazionale georgiana.

## Palmarès

### Club

#### Competizioni nazionali
- Campionato georgiano: 1

Dinamo Batumi: 2021